# Justin Chambers
Justin Chambers (Springfield, Ohio, 11 juli 1970) is een Amerikaanse acteur en voormalig fotomodel, die bekend is geworden door zijn rol als Dr. Alex Karev in de Amerikaanse televisieserie Grey's Anatomy.

## Biografie

### Kindertijd
Chambers is geboren in Springfield, Ohio op 11 juli 1970. Chambers werd opgevoed in Springfield en wilde graag tandarts worden. Hij heeft een tweelingsbroer, Jason; een oudere broer, John Jr. en twee oudere zussen, Mia en Susan. Chambers en zijn tweelingbroer werden vaak als kind opgenomen vanwege longontstekingen. Hij ging naar Southeastern High School in Zuid-Charleston, Ohio, en verhuisde later naar New York, waar hij vier jaar lang studeerde in de HB Studio en de Ron Stetson Studios.

### Privéleven
Justin is getrouwd met Keisha Chambers, een voormalig modelbureauagente. Hij heeft vijf kinderen met zijn vrouw.

### Carrière
Justin werd tijdens een rit in de metro van Parijs ontdekt door een modellenscout en daarmee begon zijn professionele carrière als model. Hij werkte in Europa, Japan en de Verenigde Staten en deed opdrachten voor onder andere Calvin Klein en Armani. Maar hij wilde graag acteren en verhuisde naar New York waar hij vier jaar lang een acteeropleiding volgde.
Zijn grote doorbraak kwam toen hij een rol speelde in Liberty Heights dat geregisseerd werd door Barry Levinson.

## Filmografie
- Biblioteca Nacional de España: XX1606016
- Bibliothèque nationale de France: cb162113478 (data)
- International Standard Name Identifier: 0000 0000 8057 3853
- Library of Congress Control Number: no2001092837
- MusicBrainz: 0249f48f-a608-4b12-baaf-58cca4d59c27
- Nationale Bibliotheek van Israël: 987007365026605171
- Nationale Bibliotheek van Polen: a0000002114778
- Virtual International Authority File: 122090420
- WorldCat: E39PBJqw6KFCBvFwt8mmrw74MP